# Карпати Львів (Спідвей)
Карпати Львів — український спідвейний клуб у Львові, який діяв у 1960-1970-х роках ХХ ст.

## історія
Команда в 1962 році стала командним віце-чемпіоном Радянського Союзу. Через неможливість подальшого використання стадіону з легкої атлетики як спідвейної траси після 1966 року клуб зник, чим закінчився період, коли у Львові одночасно діяли два спідвейні клуби, другий з них СКА (Львів), який переїхав на стадіон «Сільмаш», після сезону 1968 року припинив свою діяльність.
«Карпати» повернулися до спідвею у 1970 році, функціонуючи до 1975 року як військовий клуб, який представляв місто Львів, але використовуючи спортивну базу центру в Червонограді Львівської області, іноді представлений як «Карпати Червоноград».

## Результати чемпіонату СРСР
- 1962 : Віце-чемпіонат СРСР
- 1962 : 14 місце в КЧ СРСР «Карпати-2».
- 1963 : 13 місце в КЧ СРСР
- 1964 : 10 місце в КЧ СРСР
- 1965: сезон не був завершений; участь у класі «Б»
- 1966 : 3 місце в класі «B» Зняття зі змагань після сезону
- 1970 : 6 місце в 1 зоні Першої ліги
- 1971 : 3 місце в 1 зоні Першої ліги
- 1972 : 3 місце в 1 зоні Першої ліги
- 1973 : 4 місце в 1 зоні Першої ліги
- 1974 : 1 місце в 1 зоні першої ліги, 2 місце у фіналі першої ліги .
- 1975 : 4 місце в Першій лізі, клас «А» Після сезону зняття зі змагань.